# Fastnacht in Franken
Fastnacht in Franken ist eine seit 1987 stattfindende Prunksitzung des Fastnacht-Verbandes Franken. Sie findet seit 1988 in Veitshöchheim bei Würzburg statt. Seit 1987 wird sie vom BR Fernsehen als Live-Sendung ausgestrahlt (immer am Freitag in der Woche vor Weiberfastnacht um 19:00 Uhr) und ist seit einiger Zeit immer wieder die erfolgreichste Sendung des Jahres im BR Fernsehen. An der Sendung nimmt ein Großteil der bayerischen Spitzenpolitiker teil, meist auch der Bayerische Ministerpräsident sowie die bayerische Landtagspräsidentin.

## Sitzungspräsidenten

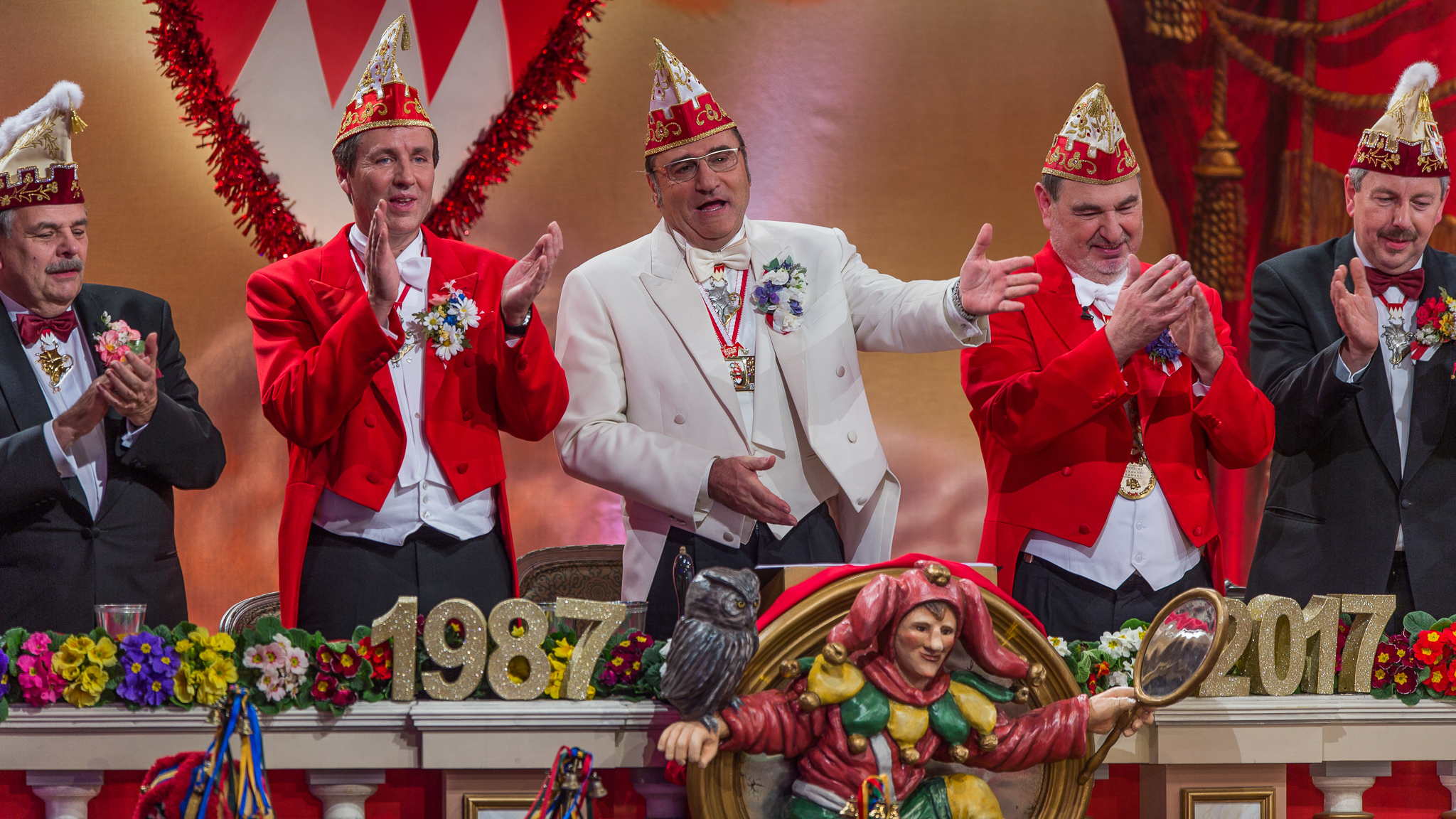
Bernd Händel (Mitte) bei der Jubiläumsausgabe „30 Jahre Fastnacht in Franken“

- Albert Ehrhardt aus Nürnberg (1987) (Präsentation gemeinsam mit Edda Schönherz und Egon Helmhagen)[1]
- Hans-Joachim Schumacher aus Kitzingen (1988–1990, 1992–1993) (Präsentation 1988 gemeinsam mit Edda Schönherz und Egon Helmhagen)
- Detlef Wagenthaler aus Karlstadt (1994–2005) (2005 gemeinsam mit Präsident Bernhard Schlereth)
- Bernd Händel aus Nürnberg (2006–2021)
- Christoph Maul aus Schillingsfürst (seit 2022)

Den Sitzplatz im Elferrat rechts (aus Zuschauersicht) neben dem Sitzungspräsidenten nimmt der Präsident des Fastnacht-Verband Franken ein. Von 2003 bis 2018 war dies Bernhard Schlereth, seit 2019 Marco Anderlik.

## Wissenswertes

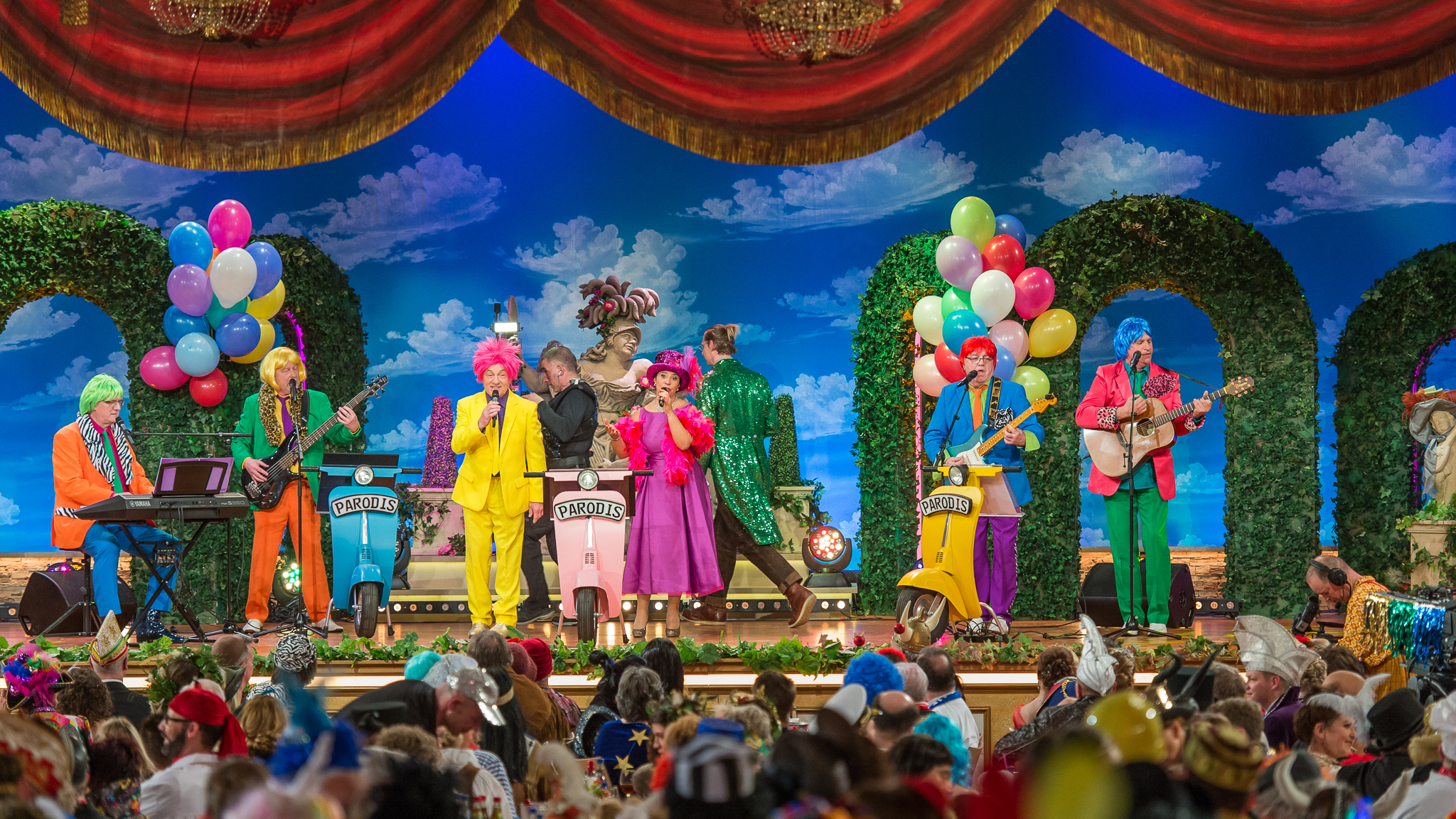
Parodis bei ihrem letzten Auftritt 2017

Gesendet wurde die „Kultsendung“, wie Edmund Stoiber sie 2004 bezeichnete, im ersten Jahr aus dem oberfränkischen Lichtenfels. Ein Jahr später kam die Veranstaltung aus den Mainfrankensälen im unterfränkischen Veitshöchheim, wo sie bis heute noch stattfindet. 100 bis 150 der insgesamt 550 Karten sind dabei Ehrengästen vorbehalten. Bei jährlich bis zu 10.000 Kartenvorbestellungen wurde 1997 beim Fastnacht-Verband Franken ein Verlosungsverfahren eingeführt, um größtmögliche Gerechtigkeit walten zu lassen. 1991 fiel die Fastnacht in Franken wegen des Zweiten Golfkrieges aus, weshalb diese erst seit 1992 jährlich wieder regulär stattfindet.
Während der Sendung im Jahr 2005 war der damalige Sitzungspräsident Detlef Wagenthaler aus gesundheitlichen Gründen abseits der Kamera beim Auftritt von Klaus Karl-Kraus zusammengebrochen. Da dieser den Notarzteinsatz mitbekam, zog er spontan seinen Auftritt in die Länge und improvisierte solange, bis Detlef Wagenthaler hinter die Bühne gebracht werden konnte. Danach übernahm Bernhard Schlereth, der den Platz neben Wagenthaler im Elferrat innehatte, spontan die Rolle des Sitzungspräsidenten, sodass die Fernsehzuschauer bis zum Ende der Sendung nichts von Wagenthalers Zusammenbruch mitbekommen hatten. Diese Sitzung war die letzte Sitzung, in der Wagenthaler auf der Bühne stand; nur wenige Tage später kündigte er seinen Rückzug an.
Das Finale der Sendung bildet seit der ersten Sitzung das Lied „Feierabend“ von Peter Alexander, das von den Hainis (später Gebrüder Narr) umgedichtet wurde. Seit 2008 sangen die „Parodis“ den Schlusstitel, da die Gebrüder Narr ihren Abschied von der Bühne nahmen. In der Jubiläumsausgabe „30 Jahre Fastnacht in Franken“ nahmen nun auch die Parodis und mit ihnen zwei der letzten verbliebenen Gebrüder Narr Abschied von der Fastnachtsbühne in Veitshöchheim. Sie sangen 2017 zum letzten Mal das Schlusslied der Sendung. In den nachfolgenden Jahren wurde das Schlusslied „Feierabend“ dann jeweils von unterschiedlichen Künstlern gesungen: 2018 von Theresa Englert, Volker Heißmann, Matthias Walz, und den Amorbacher Klostersängern, 2019 von den Amorbacher Klostersängern zusammen mit Carina Dengler, 2020 von den Amorbacher Klostersängern, 2021 entfiel das Lied wegen der Corona-Pandemie, seit 2022 wird es von Viva Voce gesungen.
Eine besondere Ehre wurde der unterfränkischen CSU-Politikerin Barbara Stamm zu Teil: Sie war als Politikerin langjähriger Stammgast im Publikum der Sendung und hatte in kaum einer der Sendungen gefehlt (nur 2018 war sie als Mitglied im Koalitionsausschuss bei den Koalitionsverhandlungen in Berlin). Über lange Jahre wurde sie von den Gebrüdern Narr jedes Jahr mit einem Lied über ihr blaues Kleid geehrt, das blaue Kleid wurde über die Zeit zum Running Gag. Nachdem Bruno Gold (als letzter der Gebrüder Narr) sich 2017 von der Bühne verabschiedet hatte, übernahm Volker Heißmann ab 2018 die jährliche Hommage an ihr blaues Kleid. Nach dem Ausscheiden von Barbara Stamm aus dem Bayerischen Landtag Ende 2018 wurde sie am Ende der Sendung im Jahr 2019 von Volker Heißmann und Bernhard Schlereth aus der Politik verabschiedet und als Ehrenmitglied des Fastnachts-Verbands Franken aufgenommen. Zu diesem Anlass zogen alle Künstler zum Ende der Sendung ihr zu Ehren ein blaues Kleid an und standen alle gemeinsam auf der Bühne. Auch bei den coronabedingten Sendungsaufzeichnungen 2021 und 2022 ließ Barbara Stamm es sich nicht nehmen, sich sogar auf der Bühne zeigen. Nach ihrem Tod im Herbst 2022 erinnerte Volker Heißmann zu Beginn der Sendung 2023 gemeinsam mit den anderen Künstlern der Sendung an Barbara Stamm. Alle Künstler hätten am Tag das Grab von Barbara Stamm besucht und ihr „Stamm-Platz“ in der Sendung solle nicht freibleiben, sondern ab sofort jedes Jahr an eine Person gegeben werden, die sich gesellschaftlich engagiert (so 2023 an eine eng mit Barbara Stamm verbundene Krankenschwester, 2024 an eine Mitarbeiterin der Lebenshilfe Würzburg, 2025 an einen Arzt aus Fürth, welcher sich für den dortigen Hospizverein in besonderer Weise eingesetzt hat).

## Einschaltquoten
| Jahr | Zuschauer bundesweit in Millionen | Marktanteil bundesweit in % | Marktanteil Bayern in % | Bemerkungen |
| ---- | --------------------------------- | --------------------------- | ----------------------- | --- |
| 2025 | 2,98                              | 12,4                        | 46,8                    | |
| 2024 | 3,48                              | 14,1                        | 50,7                    | |
| 2023 | 3,79                              | 14,8                        | 53,3                    | |
| 2022 | 2,97                              | 10,4                        | 40,6                    | Corona-bedingt keine Live-Sendung, aber als reguläre Prunksitzung mit Publikum im Saal unter Einhaltung der Abstandsregeln und Maskenpflicht im Stehen                                                                      |
| 2021 | 2,81                              | 09,2                        | 37,9                    | Corona-bedingt nur als Aufzeichnung ohne Publikum in mehreren Abschnitten über die ganze Woche hinweg, als Kammerspiel statt als Prunksitzung, Ausstrahlung ausnahmsweise erst um 20:15 Uhr (statt wie üblich um 19:00 Uhr) |
| 2020 | 3,81                              | 14,0                        | 49,7                    | „eine der stärksten Sendungen im BR Fernsehen seit 1991“ |
| 2019 | 3,79                              | 13,3                        | 50,1                    | |
| 2018 | 4,21                              | 13,6                        | 51,6                    | zweiterfolgreichste Fastnacht in Franken |
| 2017 | 4,47                              | 14,8                        | 52,6                    | Erfolgreichste BR-Sendung seit 1991, Spitzenwert gegen 22:00 Uhr: 5,4 Millionen Zuschauer |
| 2016 | 3,90                              | 12,0                        | 47,2                    | |
| 2015 | 3,90                              | 13,0                        | 48,1                    | |
| 2014 | 3,77                              | 12,7                        | 46,6                    | |
| 2013 | 3,82                              | 12,6                        | 45,1                    | |
| 2012 | 3,64                              | 11,7                        | 46,5                    | |
| 2011 | 3,52                              | 11,5                        | 43,6                    | |
| 2010 | 3,95                              | 13,0                        | 47,3                    | |
| 2009 | 3,55                              | 12,1                        | 45,7                    | |
| 2008 | 3,40                              | 11,7                        | 45,1                    | in der Spitze 4,70 Millionen Zuschauer |
| 2007 | 3,59                              | 11,6                        | 47,8                    | |
| 2006 | 3,96                              | keine Angabe                | 44,9                    | in der Spitze 5,3 Millionen Zuschauer |
| 2005 | 3,46                              | k. A.                       | 40,9                    | |
| 2004 | 3,52                              | k. A.                       | 40,6                    | |
| 2003 | 2,79                              | k. A.                       | 39,7                    | |
| 2002 | 2,9                               | k. A.                       | 41,8                    | |
| 2001 | 2,84                              | k. A.                       | 41,1                    | |
| 2000 | 3,0                               | k. A.                       | 39,4                    | |
| …    |                                   |                             |                         | |

## Rekorde
Die Sendung belegte 2004 bei 3,52 Millionen Zuschauern mit Abstand den ersten Platz der erfolgreichsten Sendungen aller Dritten Programme und brach mit diesem Erfolg einen Zuschauerrekord. Seither steigerten sich die Quoten weiter. Im Jahre 2006 konnte die „TV-Fastnacht“ mit 5,3 Millionen Zuschauern (2,07 Mio. in Bayern) und einem Marktanteil von 44,9 % (in Bayern) eine neue Höchstmarke setzen, die sämtliche im Fernsehen übertragenen Fastnachtsendungen übertrumpfen konnte. Mit einem Marktanteil von 30 % und 8,13 Mio. Zuschauern blieb Mainz bleibt Mainz, wie es singt und lacht 2006 jedoch die meistgesehene Prunksitzung im Deutschen Fernsehen. Im Jahr 2008 konnte der Rekord nochmals ausgebaut werden. In Bayern sahen durchschnittlich 1,87 Mio. Zuschauer zu; das entsprach einem Marktanteil von 45,1 %. Deutschlandweit sahen sogar bis zu 4,7 Mio. Zuschauer zu. Bundesweit gehört die Sendung vom 25. Januar 2008 zu den erfolgreichsten BR-Sendungen der letzten 20 Jahre. 2009 verfolgten die Sendung bundesweit 3,55 Mio. Zuschauer (Marktanteil 12,1 % deutschlandweit), in Bayern sahen die Sendung vom 13. Februar 2009 2,06 Mio. Zuschauer, ein Marktanteil von 45,7 %. 2010 wurde die Sendung von 3,95 Mio. bundesweit gesehen davon waren 2,32 Mio. der Zuschauer aus Bayern. Bundesweit lag der Marktanteil bei 13,0 %, in Bayern schaute sich fast jeder Zweite die Sendung an (47,3 %), was zu diesem Zeitpunkt die höchste bisher gemessene Quote darstellte.
Die Sitzung im Jahr 2015 brach wiederum den Rekord der bayerischen Zuschauerquote. Mit 2,37 Mio. Menschen vor dem Fernseher in Bayern wurde ein Marktanteil von 48,1 % erreicht – ein noch nie erreichter Wert. Bundesweit schauten 2015 3,9 Mio. Menschen zu, nur 2010 waren ein wenig mehr dabei.
2016 sahen sich bundesweit 3,9 Millionen Menschen die Prunksitzung des Fastnacht-Verbandes Franken an. Bayernweit verfolgten 2,33 Millionen Menschen die hochkarätige Livesendung mit anspruchsvollem Humor. Damit war „Fastnacht in Franken“ 2016 die zweiterfolgreichste Sendung in Bayern gemeinsam mit der Fastnacht 2010.
Die Jubiläumsausgabe der Fernsehprunksitzung im Jahr 2017 (30. Ausgabe) brachte den absoluten Quotenrekord. Zu Spitzenzeiten schalteten die Narrenschau bundesweit 5,4 Mio. Zuschauer ein. Der Durchschnittswert lag 2017 bei 4,47 Mio. Zuschauern auf Bundesebene. Der BR erzielte einen Marktanteil von 14,8 %.
Während es in den Corona-Jahren 2021 und 2022 keine Live-Sendung, sondern lediglich eine Aufzeichnung gab, die weit niedrigere Quoten einfuhren als die Sendungen der 15 vorhergehenden Jahre, konnte mit der Live-Sendung 2023 wieder an alte Erfolge der Vor-Corona-Zeit angeknüpft werden und in Bayern mit einem Marktanteil von 53,5 % sogar ein neuer Rekord aufgestellt werden.

## Kritik
Traditionelle Karnevalisten kritisierten im Jahr 2012, dass das Konzept von Fastnacht in Franken seit der Regieübernahme durch den Bayerischen Rundfunk kaum mehr etwas mit Fasching zu tun habe. Stattdessen würden die Akteure fast ausschließlich aus den Reihen fernsehbekannter Kabarettisten und Comedians rekrutiert, sodass Mitglieder der Faschingsvereine (etwa der Veitshöchheimer Carnevalclub 1966 e. V.) immer seltener zum Zug kämen.
Laut Berichten der Main-Post gibt es seit einigen Jahren v. a. durch den Präsidenten des FVF, Bernhard Schlereth, Bestrebungen, die TV-Prunksitzung vom BR ins Hauptprogramm der ARD zu hieven. Dies stößt bei Akteuren und Zuschauern auf breite Kritik, vor allem da dadurch die fränkische Färbung verloren gehen würde.

## Langjährige Teilnehmer

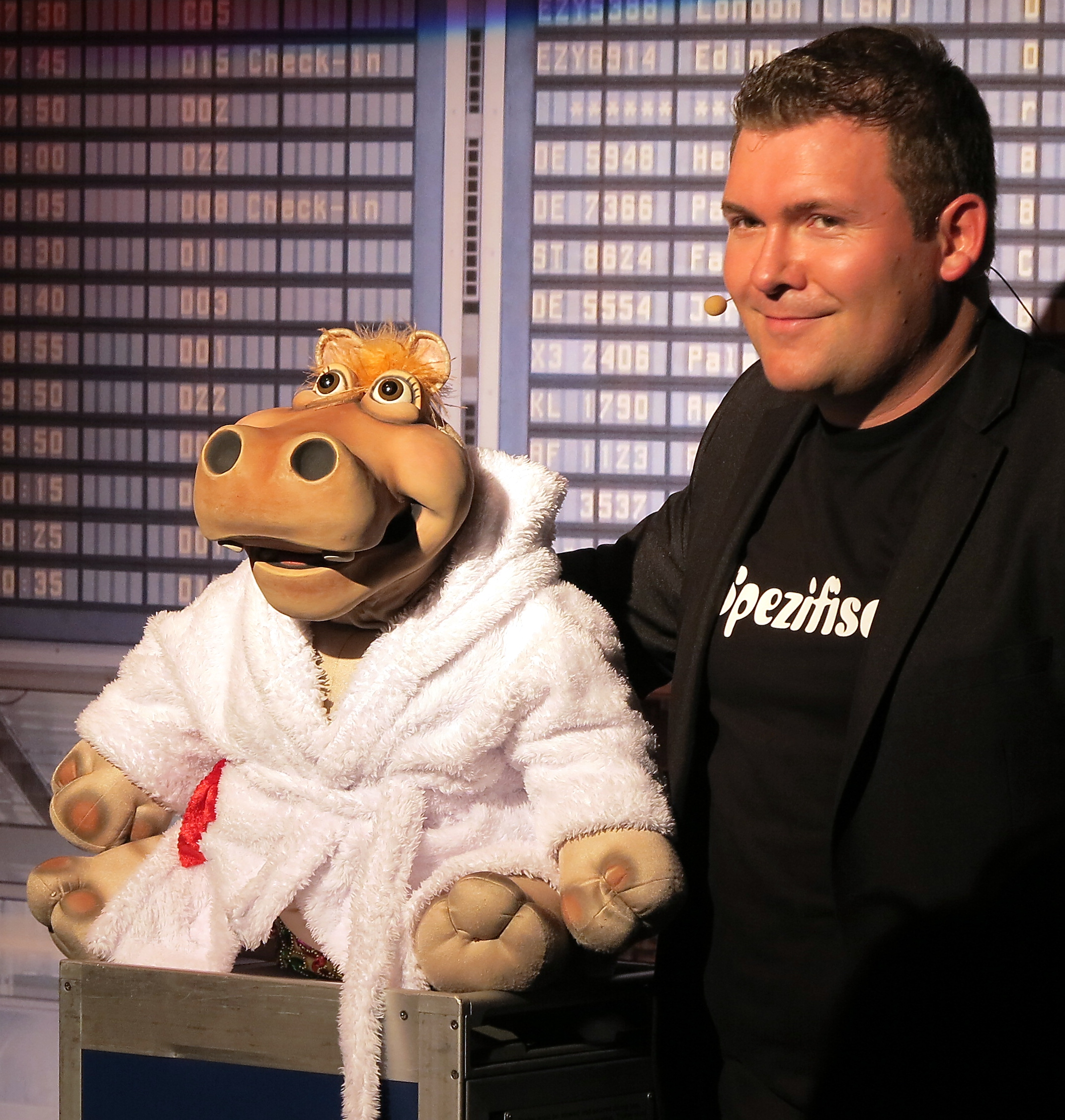
Bauchredner Sebastian Reich

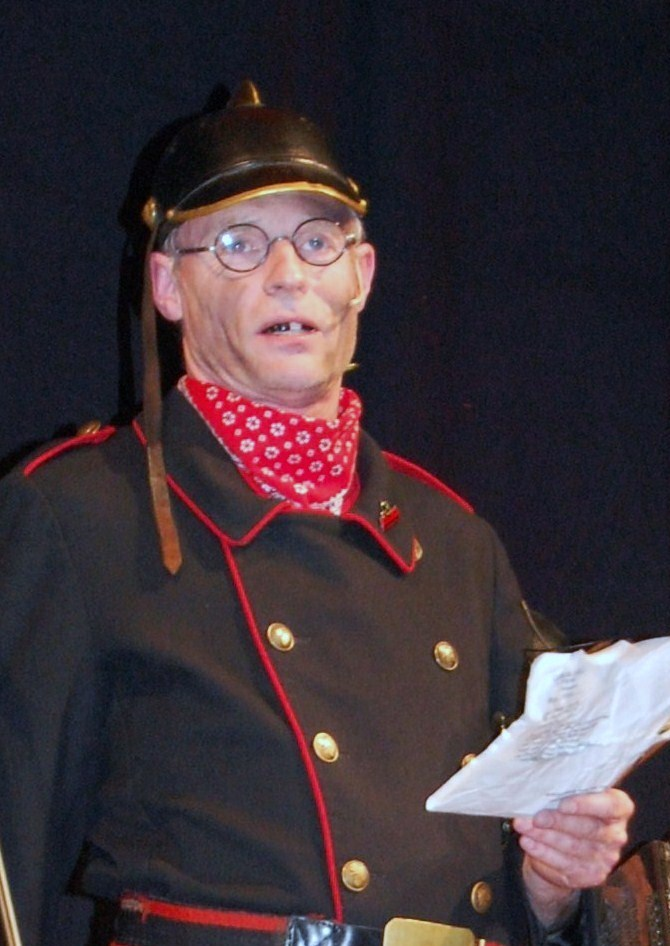
Norbert Neugirg, Kabarettist und Schauspieler, als Feierwehr-Kommandant

### Künstler
Teilnehmer, die in mindestens vier Sendungen aufgetreten sind:
- Altneihauser Feierwehrkapell’n mit Norbert Neugirg (2006–2020, 2021 nur Norbert Neugirg, 2023–2025)
- Hans Driesel (1987–1990)
- Wolfgang Düringer (1992, 1995–1998, 2000–2009)
- Richard Fuchs (1996, 1998–2004)
- Bernd Händel (1992–1994, 1996, 1998, 2001–2003, 2005–2021)
- Das Hasenterzett (1987–1988, 1990, 1992–1998)
- Volker Heißmann und Martin Rassau (Waltraud und Mariechen) (1997–2025)
- Egon Helmhagen (1987–1990, 1993–2002)
- Gerlinde Heßler (1994, 1999–2000, 2004–2011, 2016, 2021)
- Klaus Karl-Kraus (2004–2007, 2010, 2019–2024)
- Peter Kuhn (1992–1998, 2000–2025)
- Christoph Maul (2022–2025)
- Michl Müller (2007–2025)
- Gebrüder Narr (1987–1990, 1991–1992, 1994–2007), auch als Die Drei Hainis (1988–1990, 1992–1993, 1995–1998, 2000, 2002–2007)
- Die Parodis (2009–2017)
- Ines Procter (2015, 2018–2025)
- Sebastian Reich (2011–2025)
- Bernhard Schlereth (2003–2018 als Teil des Elferrats, 2019 zur Ernennung von Barbara Stamm als Ehrenmitglied, bis 2020 als künstlerischer Leiter, 2021 und 2022 auf der Bühne)
- Otmar Schmelzer (1999, 2011–2025)
- Edda Schönherz (1987–1990)
- Hans-Joachim Schumacher (1987–1990, 1992–1993)
- Oliver Tissot (2009–2023)
- Viva Voce (2020–2025)
- Detlef Wagenthaler (1987, 1994–2005)
- Matthias Walz (2013–2025)

Teilnehmer, die bislang höchstens in drei Sendungen aufgetreten sind:
- Amorbacher Klostersänger (2018, 2019, 2020)
- Circus Bavaricus (2008)
- Tobias Boeck (2024)
- Marco Breitenbach (2017)
- Fredi Breunig (2010 mit Martin Wachenbrönner; 2016)
- Carina Dengler (2019)
- Manfred Denninger (1987, 1988, 1990)
- Die Dorfrocker (2021, 2022)
- Sepp Ehrlitzer (1989)
- Christian Engelbrecht (1994)
- Julia Götz und Theresa Englert (2018)
- Erlabrunner Narreköpf (2013)
- Gerd Fischer (1987, 1988)
- Albert Früh (1988)
- Die Fünftakter (2002)
- Gankino Circus/Dietenhofer Dudemänner (2023, 2024, 2025)
- Alexander Göttlicher (2015)
- Philipp Simon Goletz alias Frankensima (1998, 1999, 2000)
- Birgit Helmhagen (1995)
- Karlheinz Hennig (1989)
- Karina Hofmann (1999–2001)
- Ute Hofmann (2003)
- Werner Hofmann (1994, 2011)
- Georg Hollweck (1988, 1989)
- Doris Hüblein (1988)
- Sylvia Janker (1987)
- Monika Keidel (1995)
- Jürgen Kirner (2025)
- Roman Kirzeder (1989)
- Norbert Knorr (2023)
- Kathrin Kohlmann (2010)
- Lubber und Babbo (2024)
- Minnesänger Wolframs-Eschenbach (2003, 2004, 2005)
- Das Nürnberger Altstadt-Trio (1990)
- Doris Paul (1996, 1997, 2025)
- Jonas Paul (2014, 2017)
- Finn Reichert (2025)
- Gerd Rein (1990)
- Sepp Roos (1990)
- Jochen Schaible (2012)
- Die Schneesënger (2004)
- Markus Schüler (2015)
- Die Siebenschläfer (1989)
- Die Rother Spatzen (2002)
- Margit Sponheimer (2016)
- Manfred Stark (1998, 1999)
- Schweinfurter Stadtpfeifer (2015)
- Der Spessarträuber und seine Bande (2017)
- Andrea Trögel (1989)
- Thomas Väth (2020)
- Marc O. Vincent (2007)
- Hermann Voit (1992, 1993)
- Sumbarcher Waschweiber (Doris Motschmann und Silvia Otto, 2013)
- Ute und Uwe Weiherer (1987)
- Hans Zabel (1995)
- Rudi Zott (1999)

### Sitzungskapelle
- Musikkapelle Alfred Fuchs (Sitzungskapelle 1987–1990, 1992–1994)
- Big Band German Hofmann (Sitzungskapelle 1995–2004)
- Pavel Sandorf Bigband (Sitzungskapelle 2005–2025; Dirigent: Pavel Sandorf 2005–2025, Timm Freyer 2025)

### Tanzdarbietungen
Garden oder Einzeltänzerinnen, die in mindestens zwei Jahren aufgetreten sind:
- Garde KK Buchnesia Nürnberg (1992–1999, 2001–2019, 2021–2023, 2025)
- Garde KaGe Ellingen (2006, 2007)
- Giemaul Garde Heidingsfeld (1989, 1990, 1993)
- Show-Tanzgruppe Rieneck (1990, 1992)
- Garde RCV Roth (1990, 1993, 1995–1998, 2000, 2009)
- Garde FC Stadtsteinach (1992–1994)
- Garde WCC Waldbrunn (1989, 1990, 1992–1994)
- Garden des VCC Veitshöchheim (1988–1990, 1994, 1997–2002)
- TSG Coburger Mohr (1996, 1998–2006, 2008–2014, 2019, 2022, 2024)
- Tanzsportgarde Veitshöchheim (2004–2008, 2010–2015, 2020–2025)
- Turedancer Zellingen (2024, 2025)

- Tänzerinnen des KC Röttenbach „Die Besenbinder“ (2014–2016, 2019–2022, 2024)
- Tänzerinnen der DJK Schwabach (2014–2016)
- Tänzerinnen der DJK Oberasbach (2016–2019)

### Brauchtumsgruppen
- Allersberger Flecklashexen (1996–2025)
- Gredinger Pumpernickel (2013–2015, 2017)
- Rhöner Masken Oberelsbach (2017, 2018, 2024)
- Spalter Fleckli (2005–2007, 2009–2025)
- Unterelsbacher Fosenöchter (2020–2023)
- Oberelsbacher Fousanöchter (2025)